# Carnalità
Carnalità è un film erotico del 1974 diretto da Alfredo Rizzo.